# Maranello Rosso
Maranello Rosso è stato un museo automobilistico di San Marino.
Fondato nel 1989 dall'imprenditore romano Fabrizio Violati, quale museo dedicato alle vetture Ferrari, la collezione è stata arricchita, nel 2000, con 40 modelli di produzione Abarth.

## Struttura e temi trattati
La sua sede di circa 3000 m2 comprendeva le aree espositive Ferrari ed Abarth, oltre alla sala congressi ed alla zona di vendita dei gadget.
I temi portanti della esposizione erano lo stile, l'evoluzione della tecnica e la storia di vari protagonisti nel campo dell'automobilismo sportivo.
Nel luglio 2014 una parte della collezione comprendente 10 Ferrari, inclusa la 250 GTO del 1962 è stata messa in vendita tramite la casa d'aste Bonhams.

## Sezione Ferrari
Il Museo Ferrari ospitava 25 automobili storiche della marca, tra cui la Ferrari 250 "Spyder Pininfarina" appartenuta a Marilyn Monroe, una 250 GTO del 1962 e una vettura da Formula 1 condotta da Gilles Villeneuve.
Inoltre era possibile visitare una rassegna monografica e antologica sulle origini, lo sviluppo e l'evoluzione tecnico-stilistica delle auto Ferrari e della storia del marchio del Cavallino Rampante che la Maranello Rosso dedicava alla vita ed al lavoro di Enzo Ferrari.

## Sezione Abarth
Il Museo Abarth ripercorreva la storia dell'Abarth, dei suoi fondatori Carlo Abarth e Guido Scagliarini, oltre che del padre di quest'ultimo, Armando Scagliarini, finanziatore del progetto.
Erano custodite 40 vetture dei tipi Competizione, GT, Sport, Prototipi, Formula e Rally; dalla 1000 Record Monza bialbero, detentrice del Record Mondiale sulle 72 ore, alla "131" vincitrice del Campionato Mondiale Rally.